# Rohaczów (przystanek kolejowy)
Rohaczów (ukr. Рогачів) – przystanek kolejowy w miejscowości Rohaczów, w rejonie rówieńskim, w obwodzie rówieńskim, na Ukrainie. Leży na linii Zdołbunów – Kowel.